# Metasia strangalota
Metasia strangalota là một loài bướm đêm trong họ Crambidae.